# Qvarnbro
Qvarnbro är en gammal stenvalvbro i Esbo i det finländska landskapet Nyland. Bron som ligger vid Esbo gård  färdigställdes senast i januari 1778. Museibron är den äldsta stenvalvsbron i Finland som fortfarande är i bruk. Qvarnbro tillsammans med Esbo gårds område bildar en värdefull kulturmiljö av riksintresse skyddat enligt lag.
Qvarnbro döljs av Mankåns kvarn och dammstrukturer. Tidigare var bron en del av Stora Kustvägen mellan Åbo och Viborg. Qvarnbro är 10,4 meter lång och stenvalven är 3,3 meter hög. I närheten av Qvarnbro ligger en annan gammal museibro, Sågbro. Innan Qvarnbro byggdes av Anders Henrik Ramsay fanns det en träbro på platsen. Samtidigt byggdes också Esbo gårds kvarn.